# Faults
Faults è un film del 2014 diretto da Riley Stearns.
Il film, primo lungometraggio del regista, ha come protagonisti Mary Elizabeth Winstead, Leland Orser, Jon Gries, Beth Grant, Chris Ellis e Lance Reddick. La pellicola venne presentata in anteprima all'SXSW il 9 marzo 2014 ed è stato selezionato da Screen Media Films per la distribuzione nelle sale il 6 marzo 2015 

## Trama
Ansel Roth, scrittore e specialista di sette e controllo mentale, utilizza in modo fraudolento un buono scaduto per pagare un pasto nel ristorante dell'hotel, ma viene allontanato con la forza nel momento in cui viene scoperto. Il direttore dell'hotel gli avvisa che il suo convegno sta per iniziare, riferendogli però che il suo soggiorno gratuito era valido soltanto la notte scorsa; Roth, prima di abbandonare la stanza, ruba degli asciugamani e alcune batterie mentre fa il check-out. La conferenza viene però interrotta da un disturbatore che lo picchia per essersi fatto coinvolgere nel suicidio di una donna problematica, ovvero la sorella dell'uomo, la quale era stata coinvolta in una setta. A fine convegno, Evelyn e Paul si rivolgono a Roth per chiedergli una copia autografata del suo nuovo libro da dedicare alla loro figlia Claire, facente parte di una setta misteriosa denominata "Faults". Lo scrittore, tuttavia, rifiuta la proposta per non rimanerne coinvolto.
Nel parcheggio Mick, un collaboratore di Terry, il manager di Roth, si rivolge a Roth con una lettera in mano. Lo scrittore viene a sapere che egli l'ha rinnegato come cliente e vuole che i suoi debiti vengano ripagati entro una settimana. La mattina seguente, Evelyn e Paul chiedono nuovamente l'aiuto di Roth ed accetta di ascoltarli mentre si propongono di pagargli la colazione. Roth si incarica di deprogrammare Claire, rapendo dapprima la ragazza per poi confrontarsi con lei riguardo alla verità sulla setta. Assume quindi due uomini per aiutarlo col sequestro della giovane; durante ciò, uno di loro la colpisce. La portano in un motel isolato e la impediscono di dormire.
Dopo aver pagato gli uomini, Roth inizia il processo di deprogrammazione. Emozionato per la disponibilità di Claire a collaborare, la autorizza a vedere i suoi genitori, alloggiati in una stanza adiacente, lasciandola poi dormire (facendola passare da uno stato di "sensazione" mentre è privata del sonno ad uno di "pensiero" mentre è ben riposata e sveglia). Interrogata il giorno successivo, Claire rivela che Faults le ha insegnato come esistere separatamente dal suo corpo, specificando che i membri del suo gruppo siano progrediti a livelli successivi; spiega inoltre che il loro leader, Ira, si sia evoluto al massimo livello a tal punto da "non esserci più". Paul diventa sempre più esigente e controlla sia la situazione generale che quella di sua figlia, e si arrabbia quando Roth cerca di mediare. La deprogrammazione viene interrotta quando Mick rintraccia Roth, chiedendogli nuovamente il pagamento. Lo scrittore esige la metà del suo compenso a Paul, il quale con riluttanza accetta, e consiglia a lui ed Evelyn di rinchiudere la figlia nel bagno durante la notte (ha bloccato la serratura dall'esterno) per impedirle la fuga mentre lui è via.
Roth consegna una parte del pagamento a Terry. Quest'ultimo, rimproverandolo per essere stato così remissivo, lo colpisce con un fermacarte e pretende il resto del denaro entro due giorni. Tornato al motel, Roth rimane sconcertato nel vedere Claire priva di sensi e fuori dalla camera d'albergo. Quando la riporta dentro, i suoi genitori gli dicono che era rimasta chiusa a chiave in bagno; Claire afferma di essersi teletrasportata utilizzando le tecniche di meditazione apprese dal culto. La pressione si intensifica su Roth, a tal punto che comincia a soffrire di insonnia, rimane vittima di abusi fisici e minacce da parte di tutti ad eccezione di Claire. Mentre sta vivendo un esaurimento nervoso, la ragazza lo seduce. Successivamente, Roth guarda una videocassetta del suo fallimentare programma televisivo mentre, in sottofondo, Claire ha un rapporto sessuale con Paul mentre Evelyn osserva la situazione.
Roth si sveglia nella sua macchina. Si precipita nella camera d'albergo e trova Claire da sola. I suoi genitori se ne sono andati e lei sembra perplessa quando Roth le fa delle domande in modo confusionario riguardo alla videocassetta e all'intercorso sessuale. Roth e Claire rimangono accidentalmente intrappolati nel bagno non appena la porta si chiude a chiave, bloccandosi dall'esterno. Mentre il telefono squilla, Roth diventa isterico, conscio del fatto che doveva essere per forza Terry. Claire poi lo costringe ad affrontare i suoi numerosi fallimenti, tra cui il suo divorzio e il senso di colpa nei confronti del suicidio della ragazza del disturbatore. Roth ammette di averla sfruttata per i suoi brevi programmi televisivi. Mentre controlla Roth durante la meditazione, Claire lo fa sparire, facendogli credere di aver aperto la porta del bagno attraverso la sua mente.
Mentre escono, Mick entra nella camera d'albergo. Terry, impaziente, lo segue e rimane inorridito nel vedere Mick morto. In seguito, Terry spiega a Roth che Mick era soltanto un attore assunto appositamente per intimidirlo. Roth picchia a morte Terry con il suo libro mentre Claire osserva. La ragazza, ora in perfetto controllo, dice a Roth di aspettarla in macchina. Paul ed Evelyn, nascosti nella stanza accanto, affermano di aver ucciso l'uomo che ha colpito Claire durante il rapimento, seguendo gli ordini che lei li aveva richiesto. La identificano come Ira, e lei li ringrazia baciandoli sulle labbra, conferendoli una pillola che ingoiano prima di sdraiarsi. Quando raggiunge Roth in macchina, lui si scusa per la rottura della porta. Gli dice di non scusarsi assolutamente, in quanto ora sono insieme e sono forti. Quando lui le chiede dove stia andando, lei risponde: "A casa".

## Produzione
Stearns elaborò l'idea del film quando rimase affascinato, nonché ispirato, dal processo di deprogrammazione introdotto da Ted Patrick nella seconda metà degli anni '70. Ha inoltre affermato che l'interesse nacque durante la visione di un episodio di Cops visto da bambino, in cui "una ragazza chiamò la polizia e diceva: 'Sono chiusa in questa camera d'albergo e non mi lasciano uscire'. ' [...] e i poliziotti le hanno spiegato che i suoi genitori sapevano cosa fosse meglio per lei e che avrebbe dovuto restare. E se ne andarono. E rimasi spaventato da tutto ciò perché anche da bambino ti rendi conto che c'è qualcosa di strano in tutto questo  -  indurti a dover restare in un posto dove non vorresti essere".
Come fonti di ispirazione per il film, Stearns ha citato le opere di Paul Thomas Anderson, in particolare Punch-Drunk Love, Fargo dei fratelli Coen, Dogtooth e Alps di Yorgos Lanthimos.
Per prepararsi ai loro ruoli, Winstead e Orser lessero il libro Let Our Children Go di Ted Patrick e guardarono video su YouTube di quell'epoca di persone facenti parte di sette o di persone appena uscite. Entrambi avevano addirittura creato degli antefatti per i loro personaggi, basandosi sempre sulla sceneggiatura di Stearns. La Winstead ha affermato a più riprese che Claire è stato il suo ruolo più impegnativo finora, in quanto era come se interpretasse "personaggi diversi nel corso del film [e] dovevo tener conto di ogni singola scena in modo da ricordarmi in quale situazione si trovasse".
Le riprese del film si sono svolte in 18 giorni nell'area di Los Angeles (Long Beach e San Pedro).

## Distribuzione
Il film è stato presentato in anteprima mondiale all'SXSW il 9 marzo 2014, seguito da altre proiezioni avvenute il 10, 12 e 13 marzo. È stato proiettato anche al Maryland Film Festival il 9 e 10 maggio, e al Fantasia Festival il 18 e il 24 luglio. Faults venne esibito al London FrightFest Film Festival il 24 agosto, all'Australian Film Festival il 16 agosto  e anche all'AFI Fest dal 6 al 13 novembre.
Il 26 agosto, Screen Media Films ha annunciato che avrebbe distribuito il film nelle sale statunitensi il 6 marzo 2015, e poi successivamente in on demand. In Italia attualmente è inedito.

## Accoglienza
Faults ha ricevuto un'accoglienza positiva sin dalla sua uscita. Rotten Tomatoes assegnò al film una percentuale di gradimento del 92% basata su 37 recensioni selezionate. Il consenso dei critici sul sito recita: " Faults esplora la dinamica del culto con effetti affascinanti, sostenuto da un cast eccezionale e dal preciso lavoro dello sceneggiatore-regista Riley Stearns". Molti recensori hanno elogiato la commedia nera eccentrica, alla base della trama del film; L'Hollywood Reporter afferma: " Faults non è quel che sembra. Sebbene persista un'atmosfera da commedia nera, il film d'esordio parla seriamente di manipolazione e lavaggio del cervello, e una performance silenziosamente imponente come quella di Mary Elizabeth Winstead contribuisce a consolidare quella serietà". In una recensione con valutazione di 4.5/5, Bloody Disgusting lo definisce "un moderno thriller di culto [... che] cerca di essere piacevolmente esilarante in un modo che non si azzarda nemmeno a compromettere il suo obiettivo centrale". L'articolo di IndieWire gli conferisce come voto un B+, elogiando il cast della pellicola, affermando che "Buona parte dell'insolita formula comica si intravede da un paio di interpretazioni orchestrate con cura".